# Peter Sellers
Richard Henry (Peter) Sellers (Southsea (Hampshire), 8 september 1925 – Londen, 24 juli 1980) was een Brits acteur en komiek. De roepnaam Peter kreeg hij als eerbetoon aan zijn dood geboren broer. Onder zijn bekendste rollen zijn Inspector Clouseau in Blake Edwards' Pink Panther-films en meerdere personages in Stanley Kubricks Dr. Strangelove or: How I Learned to Stop Worrying and Love the Bomb.

## Levensloop
Sellers stamt uit een Engelse familie van acteurs, zowel zijn vader als zijn moeder speelden in een gezelschap dat werd geleid door zijn grootmoeder. Van moederszijde is hij van Joodse komaf. Sellers werd verwend, omdat zijn ouders eerder een doodgeboren kind hadden.
Na de Tweede Wereldoorlog, waarin Sellers diende bij de RAF, was hij een tijd actief in de muziek, met Spike Milligan en Harry Secombe. Met deze twee verzorgde hij een decennium lang bijna wekelijks bij de BBC het absurdistische radioprogramma The Goon Show, dat mateloos populair werd. Hij zong later onder andere een duet met Sophia Loren dat in Engeland de vierde plaats in de hitlijst bereikte. Solo haalde hij de hitlijsten met een cover van A Hard Day's Night van The Beatles.
Begin jaren vijftig speelde hij kleine rollen in diverse films. Zijn eerste succes was in 1959 met zijn rol als vakbondsman in I'm All Right Jack. In de jaren zestig vierde Sellers zijn grootste successen met The Pink Panther, maar ook in Dr. Strangelove or: How I Learned to Stop Worrying and Love the Bomb (waarvoor hij zijn eerste Oscarnominatie kreeg, maar hem niet won), What's New, Pussycat en Casino Royale. In 1975 tot 1978 zouden nog drie vervolgfilms in de serie Pink Panther worden gemaakt.
In 1979 speelde Sellers de hoofdrol in Being There. Nadat Sellers het boek waarop die film gebaseerd is las, had hij er alles voor over om die film te maken. Het leverde hem z'n tweede Oscarnominatie op. Wederom won hij hem niet: de Oscar ging dat jaar naar Dustin Hoffman voor zijn rol in Kramer vs. Kramer. Sellers laatste film, The Fiendish Plot of Dr. Fu Manchu kwam kort na zijn dood in 1980 uit en flopte. Blake Edwards zou na Sellers' dood nog drie Pink Panther-films uitbrengen: Trail of the Pink Panther, gemaakt met overgebleven materiaal uit de vorige films, Curse of the Pink Panther, dat draait om de vermissing van Sellers' personage Clouseau en Son of the Pink Panther, waarin Clouseaus zoon centraal staat.
Sellers speelde in 1969 onder regie van Joseph McGrath in de film The Magic Christian. Een andere hoofdrol in die film was weggelegd voor Ringo Starr van the Beatles. De twee waren bevriend, Starr had rond 20 augustus 1968 een tape voor Sellers opgenomen met grotendeels mono-mixes van materiaal uit de opnamesessies van the White Album.
Sellers was viermaal getrouwd, met Anne Howe, Britt Ekland, Miranda Quarry en Lynne Frederick. Van die laatste wilde hij ironisch genoeg op de dag van overlijden gaan scheiden. Peter Sellers overleed op 54-jarige leeftijd aan de gevolgen van een hartaanval.

## Trivia
- Sellers was vegetariër.[3]
- Hij weigerde de hoofdrol in Blake Edwards' 10, waarop Dudley Moore die zou spelen.
- Sellers stond als eerste man op de omslag van Playboy, in het aprilnummer van 1964.[4]
- Hoewel Sellers veel succes en bekendheid kreeg met de Pink Panther-films vond hij zelf de jaren tijdens The Goon Show de mooiste periode uit zijn leven.

## Filmografie

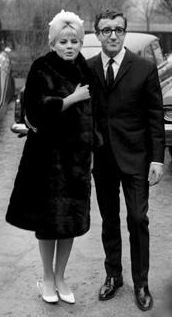
Peter Sellers en Britt Ekland.

- The Black Rose (1950) - Stem van Alfonso Bedoya (Stem, niet op aftiteling)
- Let's Go Crazy (1951) - Groucho/Giuseppe/Cedric/Izzy/Gozzunk/Crystal Jollibottom
- Penny Points to Paradise (1951) - De majoor/Arnold Fringe
- Goonreel (televisiefilm, 1952) - Verschillende rollen
- Down Among the Z Men (1952) - Majoor Bloodnok
- Our Girl Friday (1953) - Papegaai (stem, niet op aftiteling)
- And So to Bentley (televisieserie) - Verschillende rollen (1954)
- Orders Are Orders (1954) - Soldaat Griffin
- John and Julie (1955) - Politieman Diamond
- The Ladykillers (1955) - Harry (ook bekend als 'Mr. Robinson')
- The Case of the Mukkinese Battle-Horn (1956) - Verteller/Supt. Quilt/Asst. Commissioner Sir Jervis Fruit/Henry Crun
- The Idiot Weekly, Price 2d (televisieserie) - Verschillende rollen (1956)
- The Man Who Never Was (1956) - Stem van Churchill (Stem, niet op aftiteling)
- A Show Called Fred (televisieserie) - Verschillende rollen (1956)
- Son of Fred (televisieserie) - Verschillende rollen (1956
- ITV Television Playhouse (televisieserie) - Rol onbekend (afl. The Birdwatcher, 1956|Snowball, 1956)
- Insomnia Is Good for You (1957) - Hector Dimwiddle
- Yes, It's the Cathode-Ray Tube Show! (televisieserie) - Verschillende rollen (1957)
- The Smallest Show on Earth (1957) - Mr. Quill
- The Naked Truth (1957) - Sonny MacGregor
- The April 8th Show (Seven Days Early) (televisiefilm, 1958) - Verschillende rollen
- Up the Creek (1958) - CPO Doherty
- Tom Thumb (1958) - Antony
- Carlton-Browne of the F.O. (1959) - Premier Amphibulos
- The Mouse That Roared (1959) - Groothertog Gloriana XII/Premier graaf Rupert Mountjoy/Tully Bascombe
- I'm All Right Jack (1959) - Fred Kite/Sir John Kennaway
- The Battle of the Sexes (1959) - Mr. Martin
- The Running Jumping & Standing Still Film (1960) - Fotograaf
- Never Let Go (1960) - Lionel Meadows
- The Millionairess (1960) - Dr. Ahmed el Kabir
- Two Way Stretch (1960) - Dodger Lane
- Mr. Topaze (1961) - Auguste Topaze
- The Jo Stafford Show (televisieserie) - Rol onbekend (afl. The Language of Language, 1961)
- Only Two Can Play (1962) - John Lewis
- Waltz of the Toreadors (1962) - Gen. Leo Fitzjohn
- The Road to Hong Kong (1962) - Indiaanse neuroloog (Niet op aftiteling)
- Lolita (1962) - Clare Quilty, Dr. Zempf
- The Dock Brief (1962) - Wilfred Morgenhall, advocaat
- The Telegoons (televisieserie) - Bluebottle e.a. (afl. onbekend, 1963)
- The Wrong Arm of the Law (1963) - Pearly Gates
- Heavens Above! (1963) - Eerwaarde John Smallwood
- The Pink Panther (1963) - Insp. Jacques Clouseau
- Dr. Strangelove or: How I Learned to Stop Worrying and Love the Bomb (1964) - Groepskapitein Lionel Mandrake/President Merkin Muffley/Dr. Strangelove
- The World of Henry Orient (1964) - Henry Orient
- A Shot in the Dark (1964) - Insp. Jacques Clouseau
- Carol for Another Christmas (televisiefilm, 1964) - Imperial Me
- Birds, Bees and Storks (1965) - Verteller (Stem)
- What's New Pussycat (1965) - Dr. Fritz Fassbender
- The Wrong Box (1966) - Dokter Pratt
- After the Fox (1966) - Aldo Vanucci/Federico Fabrizi
- The Wednesday Play (televisieserie) - Hartenkoning (afl. Alice in Wonderland, 1966)
- The Heart of Show Business (televisiefilm, 1967) - Artiest
- Casino Royale (1967) - Evelyn Tremble/James Bond/007
- Woman Times Seven (1967) - Jean (Segment 'Funeral Procession')
- The Bobo (1967) - Juan Bautista
- The Party (1968) - Hrundi V. Bakshi
- I Love You, Alice B. Toklas! (1968) - Harold
- It Takes a Thief (televisieserie) - Man in kantoor in haven (afl. Who'll Bid Two Million Dollars?, 1969)
- The Magic Christian (1969) - Sir Guy Grand KG, KC, CBE
- A Day at the Beach (1970) - De verkoper
- Hoffman (1970) - Benjamin Hoffman
- Simon Simon (1970) - Man met twee auto's
- There's a Girl in My Soup (1970) - Robert Danvers
- 'Wiltons' - The Handsomest Hall in Town (televisiefilm, 1970) - Artiest Music Hall
- Where Does It Hurt? (1972) - Dr. Albert T. Hopfnagel
- Sykes (televisieserie) - Tommy Grando (afl. Stranger, 1972)
- Alice's Adventures in Wonderland (1972) - The March Hare
- Ghost in the Noonday Sun (1973) - Dick Scratcher
- The Blockhouse (1973) - Rouquet
- The Optimists (1973) - Sam
- Soft Beds, Hard Battles (1974) - Général Latour/Majoor Robinson/Herr Schroeder/Adolf Hitler/De president /Prins Kyoto
- The Great McGonagall (1974) - Koningin Victoria
- The Return of the Pink Panther (1975) - Insp. Jacques Clouseau
- Murder by Death (1976) - Sidney Wang
- The Pink Panther Strikes Again (1976) - Insp. Jacques Clouseau
- Kingdom of Gifts (1978) - De lichtelijke kleptomane burgemeester (Stem)
- Revenge of the Pink Panther (1978) - Insp. Jacques Clouseau
- The Prisoner of Zenda (1979) - Rudolf IV/Rudolf V/Syd Frewin
- Being There (1979) - Chance
- The Fiendish Plot of Dr. Fu Manchu (1980) - Dennis Nayland Smith/Dr. Fu ('Fred') Manchu
- Trail of the Pink Panther (1982) - Insp. Jacques Clouseau

## Studioalbum
- Bridge on the River Wye (1962)
- How to Win an Election (1964)
- He's Innocent of Watergate (1974)